# Ciclismo ai Giochi della XXXIII Olimpiade - Corsa in linea femminile
La corsa in linea femminile dei Giochi della XXXIII Olimpiade si è svolta il 4 agosto 2024 su un percorso di 158 km con partenza e arrivo al Trocadéro a Parigi. Alla gara hanno preso parte 92 atlete e l'oro è stato conquistato dalla statunitense Kristen Faulkner, l'argento dalla olandese Marianne Vos, mentre il bronzo dalla belga Lotte Kopecky.

## Programma
Tutti gli orari sono UTC+1
| Data                    | Ora   | Turno  |
| ----------------------- | ----- | ------ |
| Domenica, 4 agosto 2024 | 13:45 | Finale |

## Ordine d'arrivo
| Pos. | Ciclista                 | Nazione                     | Tempo    |   |
| ---- | ------------------------ | --------------------------- | -------- | - |
|      | Kristen Faulkner         | Stati Uniti                 | 3h59'23" |   |
|      | Marianne Vos             | Paesi Bassi                 | a 0'58"  |   |
|      | Lotte Kopecky            | Belgio                      | s.t.     |   |
| 4    | Kata Blanka Vas          | Ungheria                    | s.t.     |   |
| 5    | Pfeiffer Georgi          | Gran Bretagna               | a 1'21"  |   |
| 6    | Mavi García              | Spagna                      | a 1'23"  |   |
| 7    | Noemi Rüegg              | Svizzera                    | a 2'04"  |   |
| 8    | Katarzyna Niewiadoma     | Polonia                     | a 2'44"  |   |
| 9    | Elisa Longo Borghini     | Italia                      | a 3'05"  |   |
| 10   | Marta Lach               | Polonia                     | a 3'27"  |   |
| 11   | Lorena Wiebes            | Paesi Bassi                 | a 3'31"  |   |
| 12   | Elizabeth Deignan        | Gran Bretagna               | a 3'34"  |   |
| 13   | Anna Henderson           | Gran Bretagna               | s.t.     |   |
| 14   | Caroline Andersson       | Svezia                      | s.t.     |   |
| 15   | Chloe Dygert             | Stati Uniti                 | a 3'40"  |   |
| 16   | Liane Lippert            | Germania                    | a 4'04"  |   |
| 17   | Christine Majerus        | Lussemburgo                 | a 5'00"  |   |
| 18   | Elise Chabbey            | Svizzera                    | s.t.     |   |
| 19   | Alison Jackson           | Canada                      | s.t.     |   |
| 20   | Rasa Leleivytė           | Lituania                    | s.t.     |   |
| 21   | Ingvild Gåskjenn         | Norvegia                    | s.t.     |   |
| 22   | Lauretta Hanson          | Australia                   | s.t.     |   |
| 23   | Grace Brown              | Australia                   | s.t.     |   |
| 24   | Justine Ghekiere         | Belgio                      | s.t.     |   |
| 25   | Elena Cecchini           | Italia                      | s.t.     |   |
| 26   | Eri Yonamine             | Giappone                    | s.t.     |   |
| 27   | Victoire Berteau         | Francia                     | s.t.     |   |
| 28   | Christina Schweinberger  | Austria                     | s.t.     |   |
| 29   | Cecilie Uttrup Ludwig    | Danimarca                   | s.t.     |   |
| 30   | Marte Berg Edseth        | Norvegia                    | s.t.     |   |
| 31   | Niamh Fisher-Black       | Nuova Zelanda               | s.t.     |   |
| 32   | Antonia Niedermaier      | Germania                    | s.t.     |   |
| 33   | Ashleigh Moolman-Pasio   | Sudafrica                   | s.t.     |   |
| 34   | Demi Vollering           | Paesi Bassi                 | s.t.     |   |
| 35   | Megan Armitage           | Irlanda                     | a 7'35"  |   |
| 36   | Julia Kopecký            | Rep. Ceca                   | a 7'37"  |   |
| 37   | Anniina Ahtosalo         | Finlandia                   | a 7'41"  |   |
| 38   | Audrey Cordon-Ragot      | Francia                     | s.t.     |   |
| 39   | Ruby Roseman-Gannon      | Australia                   | a 7'49"  |   |
| 40   | Franziska Koch           | Germania                    | a 7'53"  |   |
| 41   | Daniela Campos           | Portogallo                  | s.t.     |   |
| 42   | Eugenia Bujak            | Slovenia                    | s.t.     |   |
| 43   | Margot Vanpachtenbeke    | Belgio                      | s.t.     |   |
| 44   | Olivia Baril             | Canada                      | s.t.     |   |
| 45   | Agnieszka Skalniak       | Polonia                     | s.t.     |   |
| 46   | Juliette Labous          | Francia                     | s.t.     |   |
| 47   | Tamara Dronova           | Atleti Individuali Neutrali | s.t.     |   |
| 48   | Arlenis Sierra           | Cuba                        | s.t.     |   |
| 49   | Emma Norsgaard           | Danimarca                   | s.t.     |   |
| 50   | Paula Patiño             | Colombia                    | s.t.     |   |
| 51   | Yanina Kuskova           | Uzbekistan                  | s.t.     |   |
| 52   | Anna Kiesenhofer         | Austria                     | s.t.     |   |
| 53   | Julie Van De Velde       | Belgio                      | a 7'58"  |   |
| 54   | Elisa Balsamo            | Italia                      | a 8'16"  |   |
| 55   | Silvia Persico           | Italia                      | s.t.     |   |
| 56   | Kim Cadzow               | Nuova Zelanda               | a 8'51"  |   |
| 57   | Elena Hartmann           | Svizzera                    | s.t.     |   |
| 58   | Ellen van Dijk           | Paesi Bassi                 | s.t.     |   |
| 59   | Urška Pintar             | Slovenia                    | s.t.     |   |
| 60   | Catalina Soto            | Cile                        | a 10'26" |   |
| 61   | Hanna Tserakh            | Atleti Individuali Neutrali | a 10'55" |   |
| 62   | Antri Christoforou       | Cipro                       | a 10'57" |   |
| 63   | Mireia Benito            | Spagna                      | s.t.     |   |
| 64   | Lee Sze Wing             | Hong Kong                   | a 11'24" |   |
| 65   | Linda Zanetti            | Svizzera                    | s.t.     |   |
| 66   | Jelena Erić              | Serbia                      | s.t.     |   |
| 67   | Julija Birjukova         | Ucraina                     | s.t.     |   |
| 68   | Vera Looser              | Namibia                     | s.t.     |   |
| 69   | Anastasia Carbonari      | Lettonia                    | s.t.     |   |
| 70   | Ol'ga Zabelinskaja       | Uzbekistan                  | s.t.     |   |
| 71   | Nora Jenčušová           | Slovacchia                  | s.t.     |   |
| 72   | Alena Ivančenko          | Atleti Individuali Neutrali | s.t.     |   |
| 73   | Thị Thật Nguyễn          | Vietnam                     | s.t.     |   |
| 74   | Ana Vitória Magalhães    | Brasile                     | s.t.     |   |
| 75   | Fariba Hashimi           | Afghanistan                 | s.t.     |   |
| 76   | Rebecca Koerner          | Danimarca                   | a 12'59" |   |
| 77   | Rotem Gafinovitz         | Israele                     | a 14'19" |   |
| 78   | Phetdarin Somrat         | Thailandia                  | s.t.     |   |
| DNF  | Tiffany Keep             | Sudafrica                   | -        | - |
| DNF  | Kimberley Le Court       | Mauritius                   | -        | - |
| DNF  | Tang Xin                 | Cina                        | -        | - |
| DNF  | Song Min-ji              | Corea del Sud               | -        | - |
| DNF  | Nesrine Houili           | Algeria                     | -        | - |
| DNF  | Marcela Prieto           | Messico                     | -        | - |
| DNF  | Safia Al Sayegh          | Emirati Arabi Uniti         | -        | - |
| DNF  | Milagro Mena             | Costa Rica                  | -        | - |
| DNF  | Nur Aisyah Mohamad Zubir | Malaysia                    | -        | - |
| DNF  | Ese Ukpeseraye           | Nigeria                     | -        | - |
| DNF  | Awa Bamogo               | Burkina Faso                | -        | - |
| DNF  | Yulduz Hashimi           | Afghanistan                 | -        | - |
| DNF  | Diane Ingabire           | Ruanda                      | -        | - |
| DNF  | Eyeru Gebru              | Atleti Olimpici Rifugiati   | -        | - |